# Peildatum
De peildatum is een tijdstip op de tijdlijn dat aangeeft wanneer de waarde van het gegeven bepaald is. 
Informatie is gerelateerd aan een tijdstip. Bij gegevens die in de loop van de tijd relatief veel veranderen, is de datum relevant. In feite zijn er eigenlijk geen gegevens die niet gebonden zijn aan tijd. Een peildatum wordt toegepast bij gegevens waar de afhankelijkheid van de tijd significant is.

## Coördinaten
In de astronomie en geodesie wordt de term epoche gebruikt voor de peildatum van veranderlijke coördinaten. Het epoche kan echter ook verwijzen naar het tijdstip waarop de door interpolatie of extrapolatie voorspelde coördinaten geldig zijn. De term peildatum wordt in deze betekenis niet gebruikt in de geodesie, omdat peil en datum een andere betekenis hebben.